# Elecciones municipales de 2023 en Sevilla
Las elecciones municipales de 2023 se celebraron en Sevilla el domingo 28 de mayo, de acuerdo con el Real Decreto de convocatoria de elecciones locales en España dispuesto el 3 de abril de 2023 y publicado en el Boletín Oficial del Estado el 4 de abril. Se eligieron los 31 concejales del pleno del Ayuntamiento de Sevilla, a través de un sistema proporcional (método d'Hondt), con listas cerradas y un umbral electoral del 5 %.

## Resultados
| Candidatura     | Candidatura                       | Votos   | %                               | Escaños                         |
| --------------- | --------------------------------- | ------- | ------------------------------- | ------------------------------- |
|                 | Partido Popular                   | 132 745 | 41,17                           | 14                              |
|                 | Partido Socialista Obrero Español | 110 242 | 34,19                           | 12                              |
|                 | Vox                               | 28 722  | 8,9                             | 3                               |
|                 | Con Andalucía                     | 22 710  | 7,04                            | 2                               |
|                 | Adelante Andalucía                | 11 997  | 3,72                            | 0                               |
|                 | Ciudadanos                        | 5060    | 1,56                            | 0                               |
|                 | PACMA                             | 4349    | 1,34                            | 0                               |
|                 | Escaños en Blanco                 | 1087    | 0,33                            | 0                               |
| Votos en blanco | Votos en blanco                   | 3856    |                                 | n/a                             |
| Votos válidos   | Votos válidos                     | 57840   | 98,89                           | 31                              |
| Votos nulos     | Votos nulos                       | 3629    | Participación: \| \| 61.29 % \| | Participación: \| \| 61.29 % \| |
| Votantes        | Votantes                          | 326 013 | Participación: \| \| 61.29 % \| | Participación: \| \| 61.29 % \| |
|                 | 61.29 %                           |         | Participación: \| \| 61.29 % \| | Participación: \| \| 61.29 % \| |